# Боро (Аляска)
Боро (англ. borough) (у штаті Аляска) — місцева адміністративна одиниця 2-го рівня, аналог округу (в більшості інших штатів США) чи парафії (у штаті Луїзіана).

## Список
На 2020 рік на Алясці налічувалося 19 самоорганізованих боро. П'ять боро складалися с одного лише міста, їх називають містами-боро (англ. City and Borough):
1. Анкоридж (місто-боро)
2. Бристол-Бей;
3. Східні Алеутські острови;
4. Деналі;
5. Джуно (місто-боро)
6. Кодіяк-Айленд;
7. Кенай;
8. Кетчикан;
9. Лейк-енд-Пенінсула;
10. Матануска-Сусітна;
11. Північний Схил;
12. Північно-західна Арктика;
13. Гейнс;
14. Фербенкс-Норт-Стар;
15. Якутат[ru] (місто-боро);
16. Сітка (місто-боро);
17. Скагуей (організовано 2007 року);
18. Врангель (до 2008 року було просто містом, з 2008 року стало містом-боро);
19. Пітерсберг[en] (організовано 2012 року).

## Неорганізований боро
Частина території Аляски не має достатньої кількості населення для створення місцевого самоврядування (принаймні, зацікавленого в тому населення). З цієї причини 1970 року всі такі території з метою перепису населення й зручності керування було об'єднано в так званий неорганізований боро, який було поділено на зони перепису населення. Спочатку таких зон було одинадцять, а після організації боро Пітерсберг (2012 року) їх залишалося десять.
Неорганізований боро керується безпосередньо адміністрацією штату Аляска.